# تحت‌الحمایه سراسری فلسطین
تحت‌الحمایه سراسری فلسطین (به انگلیسی: All-Palestine Protectorate)، یا به اختصار سراسر فلسطین (به انگلیسی: All-Palestine) که به‌عنوان مستحفظهٔ غزه و نوار غزه شناخته می‌شود، یک دولت متکی کوتاه مدت با رسمیت محدود، مطابق با منطقه نوار غزه معاصر بود که در منطقهٔ تصرف شده توسط پادشاهی مصر در طول جنگ اعراب و اسرائیل در سال ۱۹۴۸ تأسیس شد و اجازه داده شد که تحت الحمایه دولت سراسری فلسطین باشد. در ۲۲ سپتامبر ۱۹۴۸ در شهر غزه تحت الحمایه‌بودن اعلام شد و دولت سراسری فلسطین تشکیل شد. رئیس دولت مستقر در غزه، امین الحسینی، رئیس سابق کمیته عالی عرب، و نخست‌وزیر آن احمد حلمی پاشا بود. در دسامبر ۱۹۴۸، تنها سه ماه پس از اعلام موجودیت، دولت سراسری فلسطین به قاهره منتقل شد و هرگز اجازه بازگشت به غزه را پیدا نکرد. این اتفاق آن را به یک دولت در تبعید تبدیل کرد. با قطعنامه بیشتر اتحادیه عرب مبنی بر قرار دادن نوار غزه تحت حمایت رسمی مصر در سال ۱۹۵۲، دولت سراسری فلسطین به تدریج سلب اختیار شد. در سال ۱۹۵۳، دولت آن به‌طور اسمی منحل شد، اگرچه حلمی پاشا، نخست‌وزیر فلسطین، به نمایندگی از آن در جلسات اتحادیه عرب شرکت می‌کرد. در سال ۱۹۵۹، تحت الحمایه قانوناً در جمهوری عربی متحده ادغام شد که عملاً غزه را به منطقه تحت اشغال نظامی مصر تبدیل کرد.
در مورد اینکه آیا تحت‌الحمایه سراسری فلسطین، صرفاً دست نشانده یا نمای اشغال مصر، با بودجه یا نفوذ مستقل ناچیز بود یا اینکه تلاشی واقعی برای ایجاد یک کشور مستقل فلسطینی بود، اختلاف نظر وجود دارد. اگرچه دولت سراسری فلسطین مدعی صلاحیت ادارهٔ کل قیمومیت سابق بریتانیا بر فلسطین بود، هیچ زمانی صلاحیت مؤثر آن فراتر از نوار غزه گسترش پیدا نکرد، کرانه باختری به اردن ضمیمه شد و اسرائیل بقیهٔ مناطق را در اختیار داشت. تحت‌الحمایه کل فلسطین برای تسکین وضعیت اسفناک آوارگان فلسطینی در نوار غزه  کاملاً به کمک دولت مصر و اونروا متکی بود. در واقع، در بیشتر دوران حیات خود، تحت‌الحمایه سراسری فلسطین تحت مدیریت بالفعل مصر بود، اگرچه مصر هرگز ادعایی بر هیچ سرزمین فلسطینی یا ضمیمه آن نکرد. مصر به فلسطینیان غزه شهروندی ارائه نکرد. برای فلسطینی‌های مقیم نوار غزه و مصر گذرنامه‌های «سراسری فلسطین» صادر شد و کسانی که در نوار غزه زندگی می‌کردند اجازه نداشتند آزادانه به مصر رفت و آمد کنند. این گذرنامه تنها توسط شش کشور عربی به رسمیت شناخته شد.

## نام
به گفته زوی الپلگ، اصطلاح سراسری فلسطین برای جلوگیری از هرگونه انتقاد احتمالی از سوی عبدالله، پادشاه اردن مبنی بر اینکه تشکیل دولت فلسطین به معنای پذیرش طرح تقسیم است، ابداع شد.

## تاریخ

### پیش‌درآمد
مصر به عنوان متولی از طرف اتحادیه عرب بر دولت فلسطین در غزه نظارت داشت. یک دستور نخست‌وزیری در مصر به تاریخ ۱ ژوئن ۱۹۴۸ اعلام کرد که تمام قوانین لازم الاجرا در دوران قیمومیت همچنان در نوار غزه به قوت خود باقی خواهد ماند. دستور دیگری که در ۸ اوت ۱۹۴۸ صادر شد، اختیارات کمیساریای عالی را به یک مدیر کل مصری واگذار کرد.

### تشکیل
این تحت الحمایه در منطقه محاصره غزه که توسط پادشاهی مصر در طول جنگ اعراب و اسرائیل در سال ۱۹۴۸ تصرف شد، ایجاد شد. سراسری فلسطین در ۲۲ سپتامبر ۱۹۴۸ در شهر غزه اعلام شد و دولت سراسری فلسطین تشکیل شد. نخست‌وزیر دولت مستقر در غزه احمد حلمی پاشا و رئیس‌جمهور حاج امین الحسینی، رئیس سابق کمیته عالی عرب بود. در دسامبر ۱۹۴۸، تنها سه ماه پس از اعلامیه، دولت سراسری فلسطین به قاهره منتقل شد و هرگز اجازه بازگشت به غزه را پیدا نکرد و آن را به یک دولت در تبعید تبدیل کرد.

### ۱۹۴۸–۱۹۵۲
دولت فلسطین در اواخر اکتبر ۱۹۴۸ به‌طور کامل به قاهره منتقل شد و به یک دولت در تبعید تبدیل شد و به تدریج اهمیت خود را از دست داد. رئیس‌جمهور الحسینی با داشتن نقشی در دولت سراسری فلسطین، در بسیاری از دهه ۱۹۵۰ در هلیوپولیس مصر در تبعید باقی ماند.

### زوال و انحلال
با تصمیم بیشتر اتحادیه عرب مبنی بر قرار دادن نوار غزه به‌عنوان تحت الحمایه رسمی مصر در سال ۱۹۵۲، حکومت سراسری فلسطین به تدریج سلب اختیار شد. در سال ۱۹۵۳، دولت به‌طور اسمی منحل شد، اگرچه حلمی نخست‌وزیر فلسطین به نمایندگی از آن در جلسات اتحادیه عرب شرکت می‌کرد. در سال ۱۹۵۹، تحت الحمایه قانوناً به جمهوری عربی متحده ادغام شد، در حالی که عملاً غزه را به منطقه اشغال نظامی مصر تبدیل کرد.

## وضعیت حقوقی
ارنست گروس، مشاور حقوقی ارشد وزارت امور خارجه ایالات متحده، یادداشتی برای دولت ایالات متحده با عنوان به رسمیت شناختن ایالات و دولت‌های جدید در فلسطین به تاریخ ۱۱ مه ۱۹۴۸ نوشت. وی اظهار داشت که «اجتماعات عرب و یهودی به‌طور قانونی در ۱۵ می ۱۹۴۸ (تاریخ انقضای قیمومیت بریتانیا) این حق را خواهند داشت که در مناطق فلسطین اشغالی توسط جوامع مربوط، دولت‌ها را اعلام کنند و دولت‌ها را سازمان دهند». گراس همچنین گفت: «قانون ملل حق خودمختاری مواردی که فاقد سازمان‌ها و نهادهای کنترل اجتماعی و سیاسی برای سازماندهی یک دولت و اداره یک دولت هستند را به رسمیت می‌شناسد».
اگرچه این یک اصل پذیرفته شده عمومی حقوق بین‌الملل است، نظر گراس تنها توصیه داخلی دولت ایالات متحده بود. در هر صورت، قیمومت بریتانیا بر فلسطین در ۱۵ مه ۱۹۴۸ منقضی شد. به غیر از کمیته عالی عربی که در سال ۱۹۴۵ توسط اتحادیه عرب مجدداً تأسیس شد، جامعه عرب فلسطین هیچ دولت و ساختار اداری یا نظامی واحدی نداشت. این سازمان بر هدف اعلام شده توسط اتحادیه عرب در ۱۲ آوریل ۱۹۴۸، و این انتظار که ارتش‌های عربی بر جامعه یهودیان فلسطین چیره شوند، تکیه داشت. اما با پیشرفت جنگ، ناکارآمدی کمیته آشکار شد.
هنگامی که به نظر می‌رسید که نیروهای عربی نیروهای اسرائیلی را شکست نخواهند داد (و با اقداماتی که ملک عبدالله اول ماوراء اردن برای ضمیمه کردن کرانه باختری انجام داد)، اقدامات سیاسی جدیدی در قالب احیای دولت سراسری فلسطین انجام شد. با این حال، در پایان جنگ، کمیته عالی عرب از نظر سیاسی بی ربط شده بود.
در مورد اینکه آیا حافظ کل فلسطین صرفاً دست نشانده یا نمای اشغال مصر، با بودجه یا نفوذ مستقل ناچیز بود یا اینکه تلاشی واقعی برای ایجاد یک کشور مستقل فلسطینی بود، اختلاف نظر وجود دارد. اگرچه دولت سراسری فلسطینی مدعی صلاحیت بر کل قیمومیت سابق بریتانیا بر فلسطین بود، هیچ زمانی صلاحیت مؤثر آن فراتر از نوار غزه نبود و کرانه باختری توسط اردن ضمیمه شد و اسرائیل بقیه اراضی را در اختیار داشت. چهار سال بعد از آنکه دولت سراسری فلسطین در اواخر سال ۱۹۴۸ به قاهره نقل مکان کرد، به یکی از بخش‌های اتحادیه عرب تبدیل شد، اما در نهایت در سال ۱۹۵۹ با فرمان ناصر منحل شد.

## روابط خارجی

### به رسمیت شناختن
مصر که شکل‌گیری این موجودیت را در دست داشت، در ۱۲ اکتبر تحت‌الحمایهٔ سراسر فلسطین را به رسمیت شناخت و پس از آن سوریه و لبنان در ۱۳ اکتبر، عربستان سعودی در ۱۴ و یمن در ۱۶ اکتبر آن را به رسمیت شناختند. تصمیم عراق برای همین موضوع به‌طور رسمی در روز دوازدهم گرفته شد، اما علنی نشد. بریتانیا و ایالات متحده از اردن حمایت کردند، ایالات متحده می‌گوید که نقش مفتی فلسطین در جنگ جهانی دوم را نه می‌توان فراموش کرد و نه بخشید.
اندکی پس از آن، کنفرانس اریحا، ملک عبدالله اول از ماوراء اردن را «پادشاه فلسطین عربی» نامید. کنگره خواستار اتحاد فلسطین عربی و ماوراء اردن شد و عبدالله قصد خود را برای الحاق کرانه باختری اعلام کرد. سایر کشورهای عضو اتحادیه عرب با طرح عبدالله مخالفت کردند.

### گذرنامه‌ها
جنگ اعراب و اسرائیل در سال ۱۹۴۸ با توافقنامه آتش‌بس اسرائیل و مصر در ۲۴ فوریه ۱۹۴۹ به پایان رسید و مرزهای نوار غزه را تعیین کرد. دولت سراسری فلسطین نه طرف توافق بود و نه در مذاکرات آن شرکت داشت.

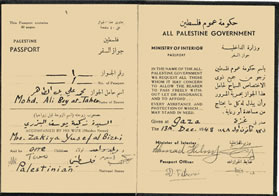
۱۹۴۸ - گذرنامه فلسطینی شماره ۱ - تمام سراسری فلسطین

در واقع، در بیشتر دوران حیات خود، تحت‌الحمایه سراسری فلسطین تحت مدیریت بالفعل مصر بود، اگرچه مصر هرگز ادعایی بر هیچ سرزمین فلسطینی یا ضمیمه آن نکرد. مصر به فلسطینیان غزه شهروندی ارائه نکرد. برای فلسطینیان ساکن نوار غزه و مصر گذرنامه سراسری فلسطینی صادر شد و اجازه نداشتند آزادانه به مصر رفت و آمد کنند. با این حال، این گذرنامه‌ها تنها توسط شش کشور عربی به رسمیت شناخته شد. با انحلال دولت فلسطینی، صدور گذرنامه‌ها متوقف شد، اگرچه برخی کشورها مدتی به رسمیت شناختن آنها ادامه دادند.

## دولت و سیاست

### دولت
دولت سراسری فلسطین توسط اتحادیه عرب در ۲۲ سپتامبر ۱۹۴۸ در جریان جنگ اعراب و اسرائیل در سال ۱۹۴۸ برای اداره منطقه تحت الحمایه فلسطین تأسیس شد. به زودی توسط همه اعضای اتحادیه عرب به جز ماوراء اردن به رسمیت شناخته شد. اگرچه صلاحیت حکومت برای پوشش کل فلسطین تحت قیمومیت سابق اعلام شد، صلاحیت مؤثر آن محدود به الحمایه سراسر فلسطین (نوار غزه) بود. نخست‌وزیر دولت مستقر در غزه احمد حلمی پاشا و رئیس‌جمهور حاج امین الحسینی، رئیس سابق کمیته عالی عرب بود.
دولت جدید نه مدیریت داشت، نه خدمات ملکی، نه پول، و نه ارتش واقعی خودش. این کشور رسماً پرچم شورش عرب را که از سال ۱۹۱۷ توسط ملی گرایان عرب استفاده می‌شد، پذیرفت و ارتش دفاع مقدس را با هدف اعلام شده آزادسازی فلسطین احیا کرد. دولت در سال ۱۹۵۳ توسط مصر منحل شد و تنها دفتر نخست‌وزیری را حفظ کرد.

### شورای ملی
شورای ملی سراسری فلسطین، با نام رسمی شورای ملی فلسطین (PNC). در اول اکتبر 1948 به ریاست امین الحسینی در غزه تشکیل شد. شورا مجموعه ای از قطعنامه‌ها را تصویب کرد که در اول اکتبر ۱۹۴۸ با اعلام استقلال کل فلسطین به پایتختی اورشلیم به اوج خود رسید. این شورا به بازوی قانونگذاری حمایت از فلسطین خدمت می‌کرد.

## نظامی
دولت سراسری فلسطین ارتش نبرد مقدس را با هدف «آزادسازی فلسطین» احیا کرد. با این حال، ارتش هرگز عملاً از شکست جنگ ۱۹۴۷–۱۹۴۹ فلسطین بهبود نیافت و در واقع متشکل از شبه نظامیان فدایی فلسطینی بود. شبه نظامیان اغلب در حملات مسلحانه به مناطق مرزی اسرائیل در آنچه که به عنوان شورش فداییان فلسطین شناخته می‌شود، شرکت می‌کردند.

## جغرافیا
نوار غزه تنها منطقه ای از قلمرو قیمومیت سابق بریتانیا بود که تحت کنترل اسمی دولت سراسری فلسطین بود. بقیه اراضی تحت فرمان بریتانیا یا بخشی از اسرائیل بودند یا به اردن ضمیمه شد (حرکتی که در سطح بین‌المللی به‌جز توسط بریتانیا به رسمیت شناخته نشد).

## انحلال و عواقب آن
در سال ۱۹۵۹، تحت الحمایه قانوناً در جمهوری عربی متحده ادغام شد که عملاً غزه را به منطقه اشغال نظامی مصر تبدیل کرد.
در سال ۱۹۵۷، قانون اساسی غزه یک شورای قانون‌گذاری تأسیس کرد که می‌توانست قوانینی را تصویب کند. این قوانین برای تصویب به مدیرکل عالی داده می‌شد. در سال ۱۹۶۲، در غزه تحت اشغال مصر انتخابات برگزار شد و ۲۲ عضو فلسطینی به عضویت شورا انتخاب شدند.

## برای مطالعهٔ بیشتر
- Laurens, Henry (2007). Une mission sacrée de civilisation. La Question de Palestine (به فرانسوی). Vol. 3. Paris: Fayard. ISBN 978-2-213-63358-9.
- شلایم، آوی (۱۹۹۰). «ظهور و سقوط دولت سراسری فلسطینی در غزه». (به انگلیسی: The rise and fall of the All-Palestine Government in Gaza).مجله مطالعات فلسطین. 20: 37-53.
- شلایم، آوی (۲۰۰۱). «اسرائیل و ائتلاف عربی». جنگ برای فلسطین(به انگلیسی: The War for Palestine) (ص. ۷۹–۱۰۳). کمبریج: انتشارات دانشگاه کمبریج.شابک ‎۰-۵۲۱-۷۹۴۷۶-۵